# Weberbauerocereus rauhii
Weberbauerocereus rauhii är en kaktusväxtart som beskrevs av Curt Backeberg. Weberbauerocereus rauhii ingår i släktet Weberbauerocereus och familjen kaktusväxter. Inga underarter finns listade i Catalogue of Life.